# 1971 год в истории метрополитена
В этой статье перечисляются основные  события из истории метрополитенов в 1971 году. Полужирным шрифтом выделены открытия новых транспортных систем.

## События
- 3 января — открыты станции Московского метрополитена «Третьяковская» и «Площадь Ногина» (ныне — «Китай-город»). В столице СССР теперь 89 станций.
- 5 мая — открыты станции Тбилисского метрополитена «Исани» и «Самгори». В Тбилиси теперь 11 станций.
- 19 октября — открыт первый участок Мюнхенского метрополитена с 13 станциями. Станции первой линии : «Кифернгартен», «Фрайман», «Штудентенштадт», «Альте Хайде», «Нордфридхоф», «Дитлинденштрассе», «Мюнхнер Фрайхайт», «Гизелаштрассе», «Университет», «Одеонсплац», «Мариенплац», «Зендлингер Тор», «Гётеплац».
- 5 ноября — открыты станции Святошинско-Броварской линии Киевского метрополитена «Святошино» (ныне «Святошин»), «Нивки» и «Октябрьская» (ныне «Берестейская»). В Киеве теперь 14 станций.
- 31 декабря — открыты станции «Колхозная» и «Тургеневская» Московского метрополитена.